# Leszek Dunecki
Leszek Ryszard Dunecki, född den 2 oktober 1956 i Toruń, Polen, är en polsk friidrottare inom kortdistanslöpning.
Han tog OS-silver på 4 x 100 meter stafett vid friidrottstävlingarna 1980 i Moskva. 